# Kaj Hansen (labdarúgó, 1940)
Kaj Hansen (Koppenhága, 1940. augusztus 16. – 2009. július 2.) dán válogatott labdarúgó.

## Fordítás
- Ez a szócikk részben vagy egészben  a   Kaj Hansen (footballer born 1940) című angol Wikipédia-szócikk fordításán alapul.  Az eredeti cikk szerkesztőit annak laptörténete sorolja fel. Ez a jelzés csupán a megfogalmazás eredetét és a szerzői jogokat jelzi, nem szolgál a cikkben szereplő információk forrásmegjelöléseként.